# Sei minuti a mezzanotte
Sei minuti a mezzanotte (Six Minutes to Midnight) è un film del 2020 diretto da Andy Goddard.

## Trama
Nell'agosto 1939 Thomas Miller è un agente inglese che viene inviato nel primo e unico istituto privato anglo-tedesco femminile, in seguito al misterioso omicidio del precedente insegnante, anch'egli un agente sotto copertura. Le studentesse sono infatti tutte ragazze tedesche dell'alto ceto nazista, inviate nel Regno Unito per imparare l'inglese poco prima dell'imminente guerra. L'agente tenterà di fermare Ilse Keller, assistente della direttrice Miss Rocholl che sotto lo stretto comando tedesco cercherà di riportare tutte le ragazze in Germania tramite un aereo.

## Distribuzione
Nel Regno Unito la pellicola è stata distribuita dalla Lionsgate a partire dal 25 settembre 2020.